# Gertrud Scholtz-Klink
Gertrud Emma Scholtz-Klink, nata Treusch, in seguito conosciuta come Maria Stuckebrock (Adelsheim, 9 febbraio 1902 – Tubinga, 24 marzo 1999) è stata una politica tedesca, membro del Partito nazista e leader della Lega femminile nazionalsocialista (NS-Frauenschaft) nella Germania nazista.

## Attività naziste

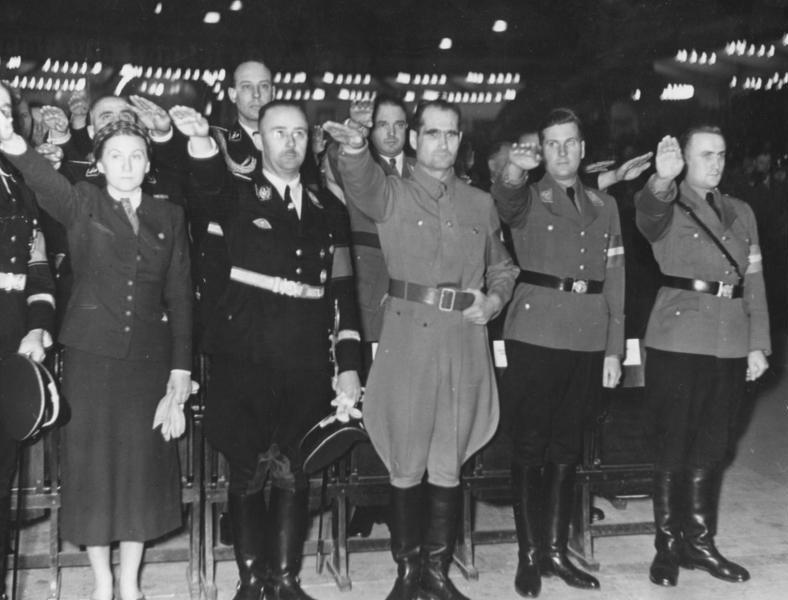
Scholtz-Klink (a sinistra) durante un raduno della Gioventù Hitleriana il 13 febbraio 1939 al fianco di Heinrich Himmler, Rudolf Hess, Baldur von Schirach e Artur Axmann

Sposò un operaio all'età di diciotto anni ed ebbe sei figli prima che morisse. Scholtz-Klink si unì al Partito nazista e nel 1929 divenne leader della sezione femminile del Baden-Württemberg. Nel 1932 Scholtz-Klink sposò Günther Scholtz, un medico di campagna, da cui divorziò nel 1938.
Quando Adolf Hitler salì al potere nel 1933 nominò Scholtz-Klink Führerin femminile del Reich e capo della Lega femminile nazista. Era una buona oratrice e il suo compito principale era quello di promuovere la superiorità maschile, le gioie del lavoro domestico e l'importanza della maternità. In un discorso sottolineò che la missione della donna è quella di ministrare in casa e nella sua professione i bisogni della vita dal primo all'ultimo momento dell'esistenza dell'uomo.
Nonostante la sua posizione Scholtz-Klink era contraria alla partecipazione delle donne in politica e considerò le donne politiche in Germania nella Repubblica di Weimar come un cattivo esempio: Chiunque abbia visto le donne comuniste e socialdemocratiche urlare per strada e in il parlamento si renderà conto che una tale attività non è qualcosa che viene fatto da una vera donna. Affermò che, per essere coinvolta in politica, una donna sarebbe dovuta diventare come un uomo per ottenere qualcosa, che sarebbe stata una vergogna per il suo sesso - o si sarebbe comportata come una donna, che le avrebbe impedito di ottenere qualsiasi cosa: in entrambi i casi, quindi, nulla si sarebbero guadagnate le donne attive in politica.
Un resoconto delle attività del VII Congresso del Partito Nazista tenutosi a Norimberga nel settembre del 1935 intitolato Germania: Little Man Big Doings e pubblicato dalla rivista Time riportava: Cinquantamila donne e ragazze tedesche sollecitate dal petto duro Gertrude Scholtzklink [sic], la donna nazista n. 1, hanno salutato Herr Hitler con un'esplosione di esultanza selvaggia ed estatica che ha tenuto il passo per tutti i 45 minuti, affrontandoli nel loro umore più felice. "Ci sono alcune cose che solo un uomo può fare!" gridò questa Apoteosi del Piccolo Uomo. "Esalto le donne come l'elemento più stabile nel nostro Reich perché la donna giudica con il cuore, non con la testa! . . . Ora non sarei qui se le donne non mi avessero sostenuto fin dall'inizio. . . . Neghiamo la teoria liberale-ebrea-bolscevica dell '"uguaglianza delle donne" perché le disonora! . . . Una donna, se capisce bene la sua missione, dirà a un uomo: "Proteggi il nostro popolo dal pericolo e io ti darò figli". (Grida di" Ja! Ja! Heil Hitler! " ) Molte delle 50.000 donne piansero mentre applaudivano e lo stesso Herr Hitler sembrava sul punto di piangere mentre concludeva: 'Quando verrà il mio giorno, morirò felice di poter dire che la mia vita non è stata vana. Era bella perché basata sulla lotta."

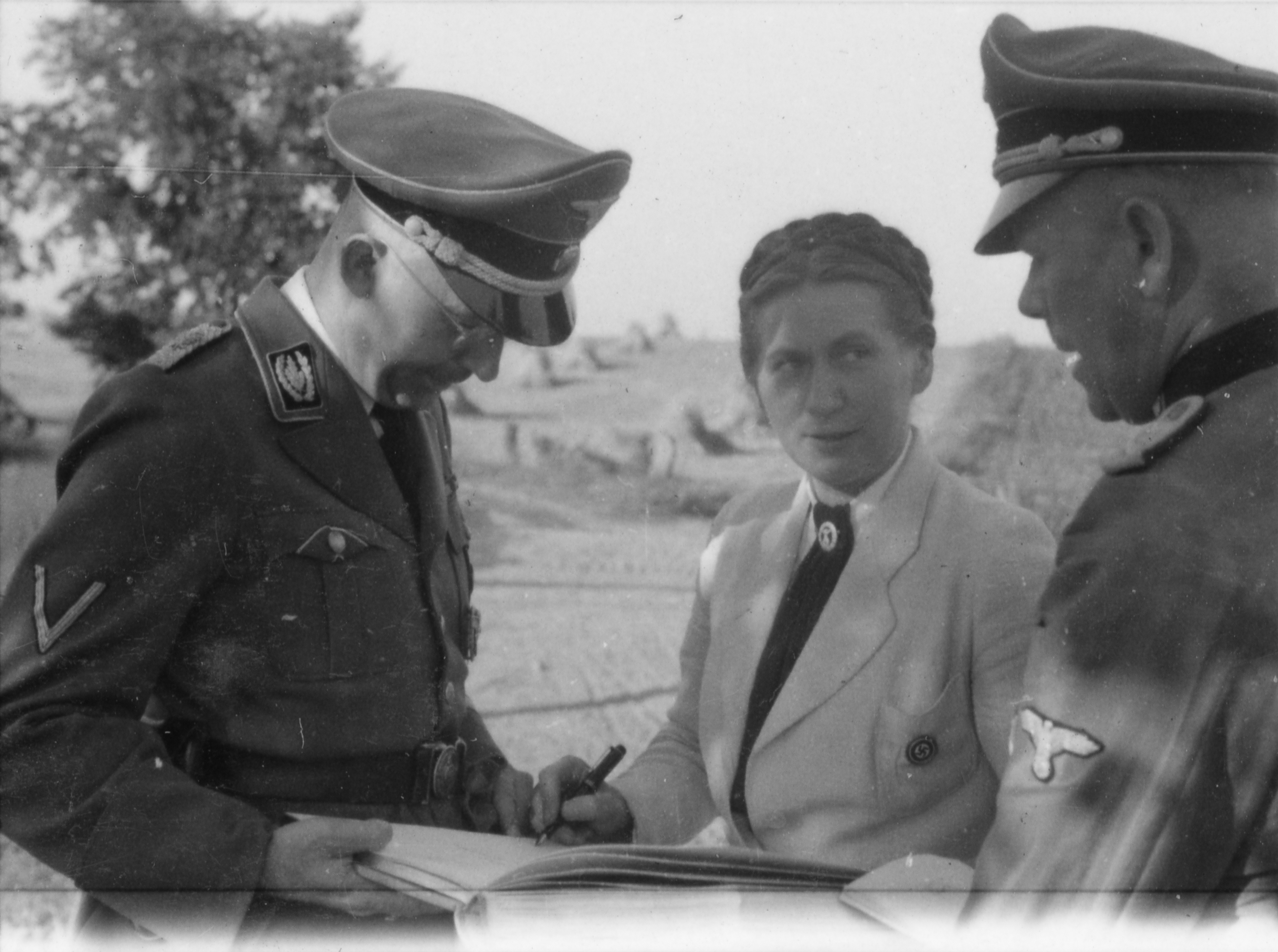
Scholtz-Klink (al centro) in conversazione con Heinrich Himmler (a sinistra) (agosto / settembre 1943)

Nel luglio del 1936 Scholtz-Klink fu nominata capo dell'Ufficio delle donne nel Fronte del lavoro tedesco, con la responsabilità di persuadere le donne a lavorare a beneficio del governo nazista. Nel 1938 sosteneva che la donna tedesca deve lavorare e lavorare, fisicamente e mentalmente deve rinunciare al lusso e al piacere, sebbene lei stessa godesse di una confortevole esistenza materiale.
Scholtz-Klink era di solito esclusa dagli incontri più importanti nella società dominata dagli uomini del Terzo Reich, ed era considerata un prestanome. Per motivi di propaganda, alla Germania nazista piaceva presentarla come una figura influente nei confronti di paesi stranieri, ma secondo quanto riferito le sue opinioni non erano considerate importanti. Tuttavia ebbe una tale influenza sulle donne nel partito quanto Hitler la ebbe su tutti gli altri.
Nel 1940 Scholtz-Klink sposò la SS Obergruppenführer August Heissmeyer e si recò frequentemente nei campi di concentramento politici a visitare le donne prigioniere.

## Dopo la guerra
Alla fine della seconda guerra mondiale in Europa, Scholtz-Klink e Heissmeyer fuggirono dalla battaglia di Berlino. Dopo la caduta della Germania nazista nell'estate del 1945, fu brevemente detenuta in un campo di prigionia sovietico vicino a Magdeburgo, ma fuggì poco dopo. Con l'assistenza della principessa Paolina di Württemberg, lei e il suo terzo marito si nascosero a Bebenhausen vicino a Tubinga. Trascorsero i tre anni successivi sotto il nome di Heinrich e Maria Stuckebrock. Il 28 febbraio 1948 la coppia fu identificata e arrestata. Un tribunale militare francese condannò Scholtz-Klink a 18 mesi di carcere con l'accusa di falsificazione di documenti.
Nel maggio 1950, una revisione della sua condanna la classificò come principale colpevole e la condannava per altri 30 mesi. Inoltre la corte le inflisse un'ammenda e la bandì dall'attività politica e sindacale, dal giornalismo e dall'insegnamento per dieci anni. Dopo la sua liberazione dal carcere nel 1953, Scholtz-Klink si stabilì nuovamente a Bebenhausen.
Nel suo libro Die Frau im Dritten Reich (La donna nel terzo Reich, 1978), Scholtz-Klink dimostrò il suo continuo sostegno all'ideologia nazionalsocialista. Ancora una volta ribadì la sua posizione sul nazionalsocialismo nella sua intervista con la storica Claudia Koonz nei primi anni '80.
Morì il 24 marzo 1999, all'età di 97 anni, a Bebenhausen, un quartiere periferico di Tubinga, in Germania.

## Pubblicazioni
- Scholtz-Klink, Gertrud (1978). Die Frau im Dritten Reich. Tubinga: Grabert.
- Scholtz-Klink, Gertrud Über die Stellung der Frau in nationalsozialistischen Deutschland, Herbst 1939
- Waldeck, contessa. "Le ragazze hanno fatto il bene di Hitler." Saturday Evening Post . 11 luglio 1942: 14-60. Stampa.
- Wistrich, Robert S. Who's Who in Nazi Germany. London e New York: Routledge, 1995 [1982].